# Karl Malden
Karl Malden, pseudonimo di Mladen George Sekulovich (Chicago, 22 marzo 1912 – Brentwood, 1º luglio 2009), è stato un attore statunitense.
Fu attivo per oltre mezzo secolo come caratterista, oltre che protagonista della fortunata serie TV Le strade di San Francisco accanto al giovane Michael Douglas.

## Biografia
Malden nacque a Chicago, nell'Illinois, il 22 marzo del 1912, figlio primogenito di Petar Sekulovich, un lattaio serbo-bosniaco, e di Minnie Sebera, una sarta e attrice teatrale ceca. Crebbe a Gary, nell'Indiana, e la sua madrelingua fu il serbocroato, tanto che imparò l'inglese soltanto a partire dagli anni dell'asilo. Per tutta la vita parlò il serbocroato fluentemente. Di estrazione teatrale, con studi presso l'Actors Studio di New York, si fece conoscere sul grande schermo in ruoli di caratterista, interpretando spesso personaggi duri, spietati, o dalle rozze pulsioni. Nel 1952 ottenne un premio Oscar per la sua interpretazione di  Un tram che si chiama Desiderio (1951) di Elia Kazan. Nel '57 Malden diresse anche un lungometraggio, Il fronte del silenzio.
La particolare fisionomia del suo volto (naso grosso e storto, rotto in gioventù) e l'aspetto sgraziato, lo relegarono a ruoli non affascinanti, ma al tempo stesso lo caratterizzarono come uno dei comprimari più particolari e memorabili.
"Malden è stato un attore "totale", significa buono per tutti i ruoli, semplicemente perché non era un divo, non ne aveva il corpo e il volto, non ne aveva l'appeal. Era soltanto bravo".

### Carriera televisiva
Dagli anni settanta Karl Malden svolse la sua attività di attore prevalentemente sul piccolo schermo, partecipando a serie televisive e film tv. In particolare, il ruolo del tenente Mike Stone nei 120 episodi della serie poliziesca Le strade di San Francisco (dal 1972 al 1977) gli diede popolarità presso il grande pubblico. Al suo fianco recitò l'esordiente Michael Douglas.

### Morte
Morì per cause naturali all'età di 97 anni, il 1º luglio 2009 a Los Angeles.

## Vita privata
L'attore fu sposato dal 18 dicembre 1938, fino alla morte, con Mona Greenberg, dalla quale ebbe due figlie, Carla e Mila, dando vita a uno dei matrimoni più longevi in assoluto nel mondo dello spettacolo. 
Nel 1997, insieme alla figlia Carla, scrisse la sua autobiografia When Do I Start? A memory.

## Filmografia

### Attore

#### Cinema

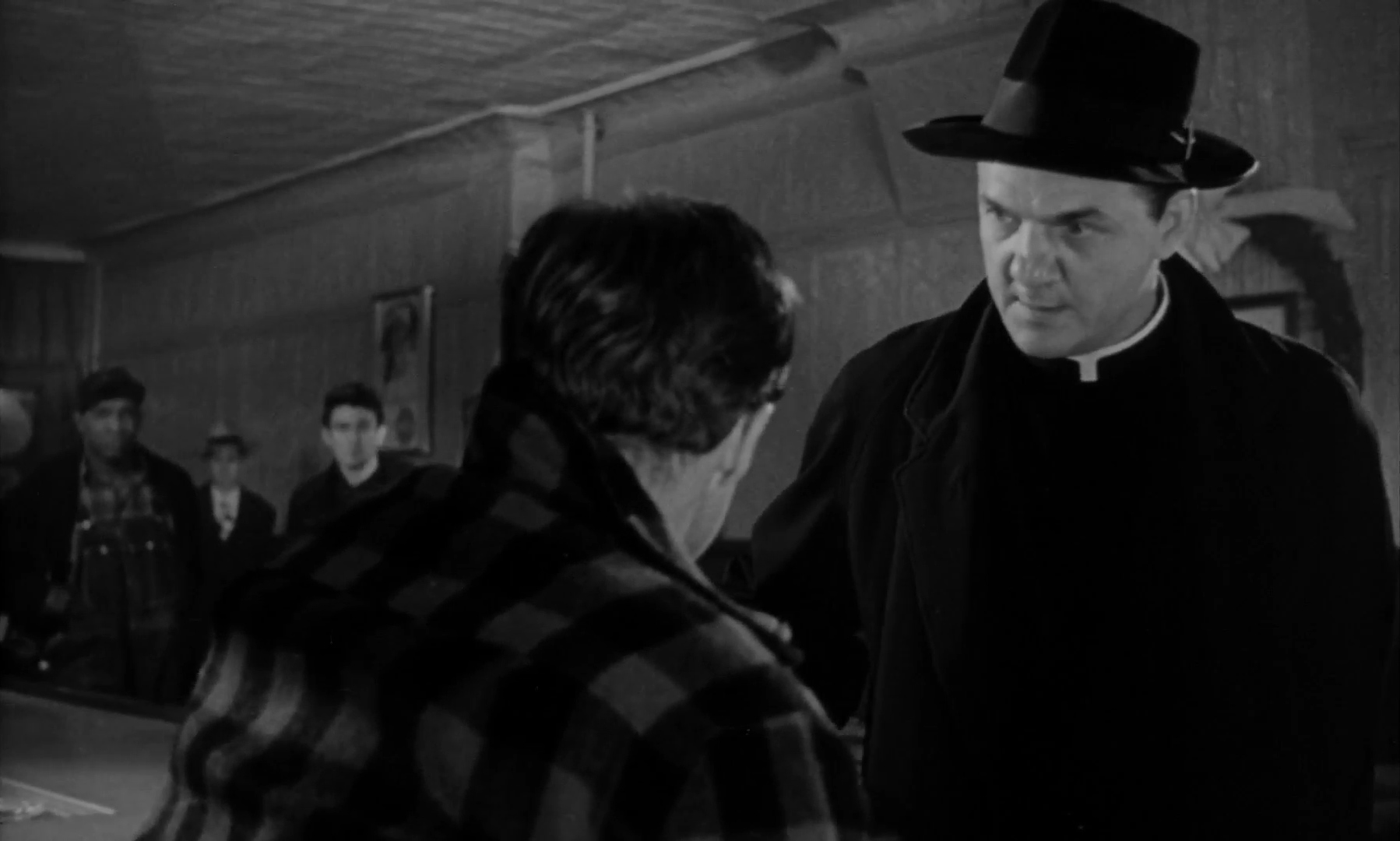
Karl Malden e Marlon Brando in Fronte del porto (1954)

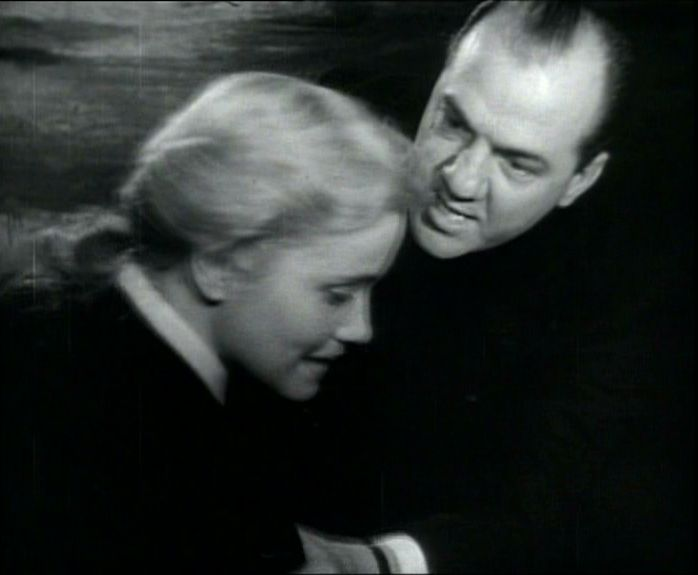
Karl Malden e Eva Marie Saint in Fronte del porto (1954)

- Non desiderare la donna d'altri (They Knew What They Wanted), regia di Garson Kanin (1940)
- Vittoria alata (Winged Victory), regia di George Cukor (1944)
- Il 13 non risponde (13 Rue Madeleine), regia di Henry Hathaway (1947)
- Boomerang - L'arma che uccide (Boomerang!), regia di Elia Kazan (1947)
- Il bacio della morte (Kiss of Death), regia di Henry Hathaway (1947)
- Romantico avventuriero (The Gunfighter), regia di Henry King (1950)
- Sui marciapiedi (Where the Sidewalk Ends), regia di Otto Preminger (1950)
- Okinawa (Halls of Montezuma), regia di Lewis Milestone (1950)
- Un tram che si chiama Desiderio (A Streetcar Named Desire), regia di Elia Kazan (1951)
- Difendete la città (The Sellout), regia di Gerald Mayer (1952)
- Corriere diplomatico (Diplomatic Courier), regia di Henry Hathaway (1952)
- L'altra bandiera (Operation Secret), regia di Lewis Seiler (1952)
- Ruby, fiore selvaggio (Ruby Gentry), regia di King Vidor (1952)
- Io confesso (I Confess), regia di Alfred Hitchcock (1953)
- Femmina contesa (Take the High Ground!), regia di Richard Brooks (1953)
- Il mostro della via Morgue (Phantom of the Rue Morgue), regia di Roy Del Ruth (1954)
- Fronte del porto (On the Waterfront), regia di Elia Kazan (1954)
- Baby Doll - La bambola viva (Baby Doll), regia di Elia Kazan (1956)
- Prigioniero della paura (Fear Strikes Out), regia di Robert Mulligan (1957)
- Il fronte del silenzio (Time Limit), regia di Karl Malden (1957)
- I giganti toccano il cielo (Bombers B-52), regia di Gordon Douglas (1957)
- L'albero degli impiccati (The Hanging Tree), regia di Delmer Daves (1959)
- Il segreto di Pollyanna (Pollyanna), regia di David Swift (1960)
- Il grande impostore (The Great Impostor), regia di Robert Mulligan (1961)
- I due volti della vendetta (One-Eyed Jacks), regia di Marlon Brando (1961)
- Vento caldo (Parrish), regia di Delmer Daves (1961)
- E il vento disperse la nebbia (All Fall Down), regia di John Frankenheimer (1962)
- L'uomo di Alcatraz (Birdman of Alcatraz), regia di John Frankenheimer (1962)
- La conquista del West (How the West Was Won), regia di John Ford, Henry Hathaway e George Marshall (1962)
- La donna che inventò lo strip-tease (Gypsy), regia di Mervyn LeRoy (1962)
- Appuntamento fra le nuvole (Come Fly With Me), regia di Henry Levin (1963)
- Chi giace nella mia bara? (Dead Ringer), regia di Paul Henreid (1964)
- Il grande sentiero (Cheyenne Autumn), regia di John Ford (1964)
- Cincinnati Kid (The Cincinnati Kid), regia di Norman Jewison (1965)
- Nevada Smith, regia di Henry Hathaway (1966)
- Matt Helm... non perdona! (Murderers' Row), regia di Henry Levin (1966)
- Intrighi al Grand Hotel (Hotel), regia di Richard Quine (1967)
- Un maggiordomo nel Far West (The Adventures of Bullwhip Griffin), regia di James Neilson (1967)
- Il cervello da un miliardo di dollari (Billion Dollar Brain), regia di Ken Russell (1967)
- Due occhi di ghiaccio (Blue), regia di Silvio Narizzano e, non accreditato, Yakima Canutt (1968)
- Milioni che scottano (Hot Millions), regia di Eric Till (1968)
- Patton, generale d'acciaio (Patton), regia di Franklin Schaffner (1970)
- Il gatto a nove code, regia di Dario Argento (1971)
- Uomini selvaggi (Wild Rovers), regia di Blake Edwards (1971)
- Ricatto alla mala (Un verano para matar), regia di Antonio Isasi-Isasmendi (1972)
- L'inferno sommerso (Beyond the Poseidon Adventure), regia di Irwin Allen (1979)
- Meteor, regia di Ronald Neame (1979)
- Il tempo del crepuscolo (Twilight Time), regia di Goran Paskaljevic (1982)
- La stangata II (The Sting II), regia di Jeremy Kagan (1983)
- Billy Galvin, regia di John Gray (1986)
- Pazza (Nuts), regia di Martin Ritt (1987)

#### Televisione
- The Ford Theatre Hour – serie TV, 1 episodio (1949)
- Armstrong Circle Theatre – serie TV, 1 episodio (1950)
- Le strade di San Francisco (The Streets of San Francisco) – serie TV, 120 episodi (1972-1977)
- Captains Courageous – film TV (1977)
- Skag – serie TV, 5 episodi (1980)
- Parola d'onore (Word of Honor) – film TV (1981)
- Miracolo sul ghiaccio (Miracle on Ice) – film TV (1981)
- Giustizia sarà fatta (Fatal Vision) – miniserie TV (1984)
- With Intent to Kill – film TV (1984)
- Alice nel Paese delle Meraviglie (Alice in Wonderland) – film TV (1985)
- Vietnam morte Orange (My Father, My Son) – film TV (1988)
- The Hijacking of the Achille Lauro – film TV (1989)
- Storia di Anna (Call Me Anna) – film TV (1990)
- Tra la vita e la morte (Absolute Strangers) – film TV (1991)
- Le strade di San Francisco: Mike Stone ritorna (Back to the Streets of San Francisco) – film TV (1992)
- 36 ore di paura (They've Taken Our Children: The Chowchilla Kidnapping) – film TV (1993)
- West Wing - Tutti gli uomini del Presidente (The West Wing) – serie TV, episodio 1x14 (2000)

### Regista
- Il fronte del silenzio (Time Limit) (1957)

## Riconoscimenti
- Premio Oscar
  - 1952 – Miglior attore non protagonista per Un tram che si chiama Desiderio
  - 1955 – Candidatura al miglior attore non protagonista per Fronte del porto
- Golden Globe
  - 1957 – Candidatura al miglior attore in un film drammatico per Baby Doll - La bambola viva
  - 1963 – Candidatura al miglior attore in un film commedia o musicale per La donna che inventò lo strip-tease
  - 1976 – Candidatura al miglior attore in una serie drammatica per Le strade di San Francisco
- British Academy Film Awards
  - 1957 – Candidatura al miglior attore internazionale per Baby Doll - La bambola viva
- Laurel Awards
  - 1959 – Candidatura al miglior attore non protagonista per L'albero degli impiccati
  - 1963 – Candidatura al miglior attore non protagonista per La donna che inventò lo strip-tease
  - 1967 – Candidatura al miglior attore per Intrighi al Grand Hotel
  - 1971 – Candidatura al miglior attore non protagonista per Patton, generale d'acciaio
- Primetime Emmy Awards
  - 1974 – Candidatura al miglior attore in una serie drammatica per Le strade di San Francisco
  - 1975 – Candidatura al miglior attore in una serie drammatica per Le strade di San Francisco
  - 1976 – Candidatura l miglior attore in una serie drammatica per Le strade di San Francisco
  - 1977 – Candidatura al miglior attore in una serie drammatica per Le strade di San Francisco
  - 1985 – Miglior attore non protagonista di un film per la televisione o miniserie per Giustizia sarà fatta
- Satellite Award
  - 2002 – Mary Pickford Award
- Screen Actors Guild Award
  - 2004 – Premio alla carriera
- Temecula Valley International Film Festival
  - 1998 – Premio alla carriera

## Doppiatori italiani
- Giorgio Capecchi in Boomerang - L'arma che uccide, L'altra bandiera, Io confesso, Fronte del porto, L'albero degli impiccati, La donna che inventò lo strip-tease
- Carlo Romano in Romantico avventuriero, Femmina contesa, Prigioniero della paura, I due volti della vendetta, Appuntamento fra le nuvole, Un maggiordomo nel Far West
- Mario Pisu in Baby Doll - La bambola viva, Vento caldo, E il vento disperse la nebbia, L'uomo di Alcatraz, Cincinnati Kid
- Stefano Sibaldi in Sui marciapiedi, Corriere diplomatico, Chi giace nella mia bara?, Intrighi al Grand Hotel
- Nino Pavese in Okinawa, Un tram che si chiama desiderio, Il mostro della via Morgue
- Vittorio Di Prima in Sui marciapiedi (ridoppiaggio), Le strade di San Francisco (2^a voce), Pazza
- Emilio Cigoli in Il grande impostore, L'inferno sommerso
- Sergio Graziani in Patton, generale d'acciaio, Il gatto a nove code
- Manlio Busoni in Il bacio della morte
- Gualtiero De Angelis in Difendete la città
- Sandro Ruffini in Ruby, fiore selvaggio
- Dario De Grassi in I giganti toccano il cielo
- Nando Gazzolo in Il segreto di Pollyanna
- Luigi Pavese in La conquista del West
- Pino Locchi in Il grande sentiero
- Sergio Tedesco in Nevada Smith
- Renato Turi in Il cervello da un miliardo di dollari
- Corrado Gaipa in Due occhi di ghiaccio
- Bruno Persa in Uomini selvaggi
- Roberto Villa in Ricatto alla mala
- Glauco Onorato in Le strade di San Francisco (1^a voce)
- Sergio Rossi in Meteor
- Aldo Barberito in Skag
- Gianni Bonagura in West Wing - Tutti gli uomini del Presidente